# Emile Duson
Emile Paul Joseph Duson (Semarang, Nizozemska Istočna Indija, 1. prosinca 1904. — Tiga Rungu, Sumatra, Niz. Ist. Indija, 15. ožujka 1942.) je bivši nizozemski hokejaš na travi. 
Osvojio je srebrno odličje na hokejaškom turniru na Olimpijskim igrama 1928. u Amsterdamu igrajući za Nizozemsku. Na turniru je odigrao četiri susreta na mjestu veznog igrača.

## Vanjske poveznice
- Profil na Database Olympics